# Parlamentswahl in Lettland 1922
Die Parlamentswahlen in Lettland 1922 fanden am 7. und 8. Oktober statt. Die Lettische Sozialdemokratische Arbeiterpartei wurde stärkste Partei und gewann dreißig von hundert Sitzen.
Bei den Wahlen wurde das Land in fünf Wahlkreise unterteilt, aus denen insgesamt 97 Abgeordnete mit Mehrheitswahlrecht gewählt wurden. Die drei verbleibenden Sitze wurden an die Parteien mit den höchsten Stimmenzahlen vergeben, die in keinem der fünf Wahlkreise einen Sitz gewonnen hatte.
Die Wähler konnten auf den Wahlvorschlägen der einzelnen Parteien Kandidaten streichen oder durch Namen von Kandidaten anderer Parteien ersetzen. 19,97 Prozent der Wähler nutzten die Möglichkeit, auf diese Art direkten Einfluss auf die Parlamentszusammensetzung zu nehmen und die Listen zu verändern. Um zur Wahl zugelassen zu werden, benötigte eine Partei hundert Unterschriften von Unterstützern. Von 88 eingetragenen Listen nahmen 43 an der Wahl teil. Da es keine Wählerlisten gab, mussten sich die Wähler mit ihrem Pass ausweisen.

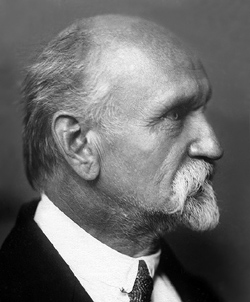
Jānis Pliekšāns Sozialdemokraten
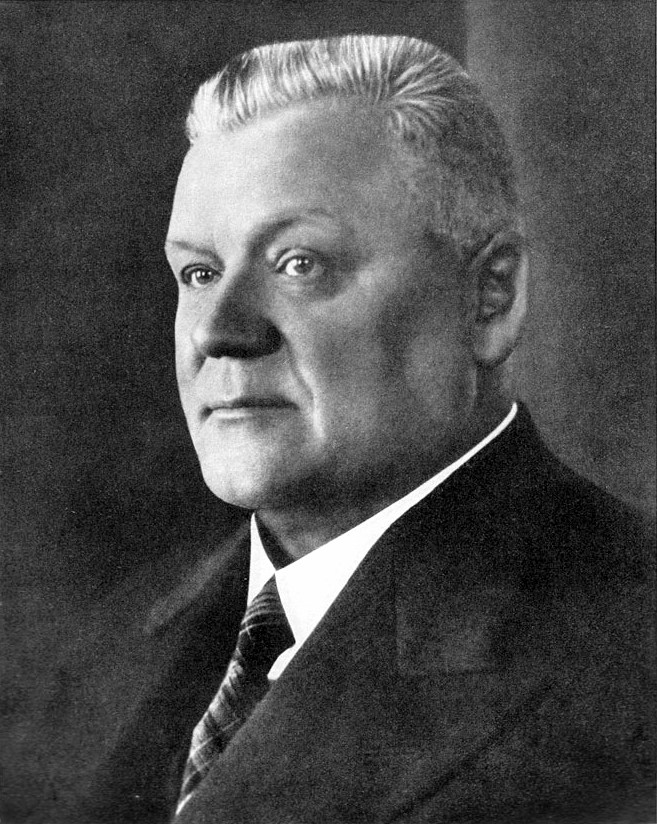
Karlis Ulmanis Lettischer Bauernbund
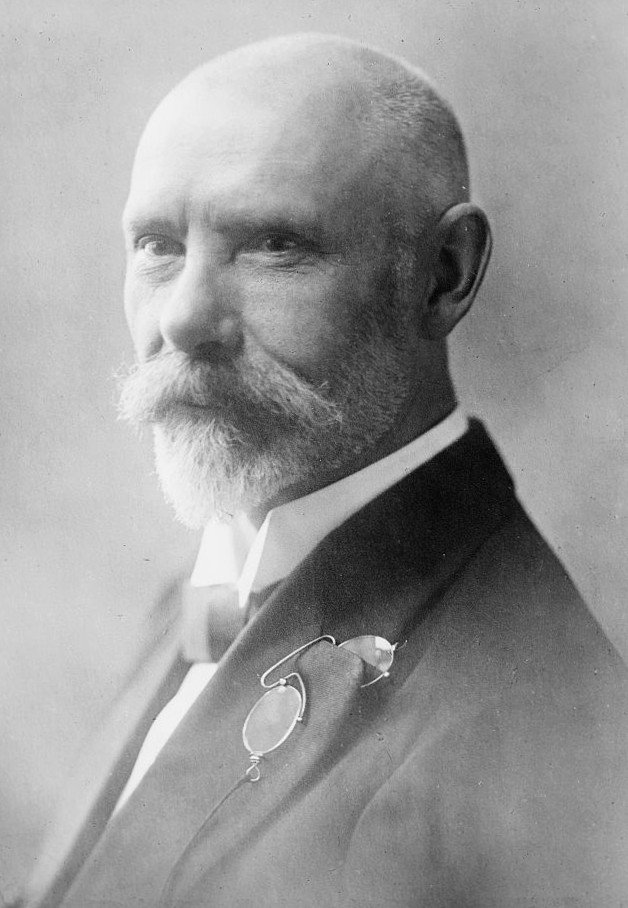
Jānis Čakste Demokratisches Zentrum

## Ergebnisse
| Partei                                         | Stimmen | %     | Sitze | ±   |
| ---------------------------------------------- | ------- | ----- | ----- | --- |
| Latvijas Sociāldemokrātiskā Strādnieku partija | 241.947 | 30,6  | 30    | −27 |
| Latvijas Zemnieku savienība                    | 132.764 | 16,8  | 17    | −9  |
| Demokrātiskais Centrs                          | 57.438  | 7,3   | 6     | neu |
| Mazinieku partija                              | 49.595  | 6,3   | 7     | neu |
| Kristīgo zemnieku un katoļu partija            | 47.202  | 6,0   | 6     | 0   |
| Ausschuß der Deutschbaltischen Parteien        | 42.088  | 5,3   | 6     | 0   |
| Kristīgā nacionālā savienība                   | 33.043  | 4,2   | 4     | neu |
| Bezpartijiskais nacionālais centrs             | 29.457  | 3,7   | 4     | neu |
| Progresīvā tautas apvienība                    | 27.697  | 3,5   | 4     | neu |
| Agudas Izrael                                  | 16.631  | 2,1   | 2     | neu |
| Latvijas Jaunzemnieku savienība                | 15.392  | 1,9   | 3     | neu |
| Izveido lapu Krievu nacionāldemokrātu partija  | 14.229  | 1,8   | 2     | neu |
| Latvijas Poļu savienība                        | 12.473  | 1,6   | 1     | 0   |
| Vecticībnieku centrālā komiteja                | 12.318  | 1,6   | 1     | neu |
| Agudas Israel                                  | 11.429  | 1,4   | 2     | neu |
| Latgales Zemnieku partija                      | 8.522   | 1,1   | 1     | −16 |
| Zemgales Katoļu saraksts                       | 8.490   | 1,1   | 1     | +1  |
| Izveido lapu Latgales Tautas savienība         | 6.771   | 0,9   | 1     | neu |
| Ceire-Cion                                     | 5.156   | 0,7   | 1     | 0   |
| Fischer-Union                                  | 4.008   | 0,5   | 0     | neu |
| Landarbeiter Partei                            | 2.667   | 0,3   | 0     | neu |
| Bund der jüdischen Sozialisten                 | 2.409   | 0,3   | 1     | neu |
| Lettgalische Arbeiterpartei                    | 1.918   | 0,2   | 0     | neu |
| Belarussische Liste                            | 1.548   | 0,2   | 0     | neu |
| Unabhängige russische Vereinigung              | 1.479   | 0,2   | 0     | neu |
| Liste der Kriegsinvaliden                      | 1.230   | 0,2   | 0     | neu |
| Liste Oberst Jansons                           | 1.181   | 0,1   | 0     | neu |
| Estnische Gruppe                               | 1.063   | 0,1   | 0     | neu |
| Liste der Abstinenzler                         | 1.031   | 0,1   | 0     | neu |
| Lettgalische Dorfbewohner                      | 467     | 0,1   | 0     | neu |
| Jüdische Volkspartei                           | 47      | 0,0   | 0     | neu |
| Ungültige Stimmen                              | 9.168   | –     | –     | –   |
| Gesamt                                         | 800.858 | 100,0 | 100   | –50 |
| Registrierte Wähler/Wahlbeteiligung            | 963.257 | 83,1  | –     | –   |

## Gewählte Abgeordnete
Es wurden die folgenden 106 Abgeordneten gewählt:
1. Arturs Alberings
2. Kristaps Bahmanis
3. Viktors Barkāns
4. Voldemārs Bastjānis
5. Ernests Bauers
6. Arveds Bergs
7. Pēteris Berģis
8. Ernests Birkhāns
9. Alfrēds Birznieks
10. Roberts Bīlmanis
11. Aleksandrs Bočagovs
12. Augusts Briedis
13. Kristaps Bungšs
14. Ansis Buševics
15. Kārlis Būmeisters
16. Hugo Celmiņš
17. Jūlijs Celms
18. Fēlikss Cielēns
19. Jānis Čakste
20. Kārlis Dēķens
21. Morduhs Dubins
22. Jānis Ducens
23. Roberts Dukurs
24. Antons Dzenis
25. Kristaps Eliass
26. Ernests Felsbergs
27. Manfrēds Fēgezaks
28. Vilhelms Firkss
29. Leopolds Fišmanis
30. Pauls Gailīts
31. Jānis Goldmanis
32. Eduards Grantskalns
33. Teodors Grīnbergs
34. Ernests Gulbis
35. Kārlis Gulbis
36. Jons Hāns
37. Vilis Holcmanis
38. Kārlis Irbe
39. Roberts Ivanovs
40. Eduards Jaunzems
41. Staņislavs Jubuls
42. Jānis Kalējs
43. Meletijs Kallistratovs
44. Ringolds Kalnings
45. Arvīds Kalniņš
46. Augusts Kalniņš
47. Brūno Kalniņš
48. Nikolajs Kalniņš
49. Pauls Kalniņš
50. Kārlis Kasparsons
51. Karls Kellers
52. Francis Kemps
53. Ādolfs Klīve
54. Egons Knops
55. Pēteris Koreckis
56. Pēteris Kotans
57. Bernards Kublinskis
58. Alberts Kviesis
59. Jēkabs Ķullīts
60. Maksis Lazersons
61. Pauls Lejiņš
62. Rūdolfs Lindiņš
63. Klāvs Lorencs
64. Noijs Maizels
65. Jānis Mazvērsīts
66. Zigfrīds Meierovics
67. Fricis Menders
68. Ernests Morics
69. Oto Nonācs
70. Markus Nuroks
71. Kārlis Ozoliņš
72. Kārlis Pauļuks
73. Andrejs Petrevics
74. Jānis Purgalis
75. Eduards Radziņš
76. Rainis-Jānis Pliekšāns
77. Jezups Rancāns
78. Gustavs Reinhards
79. Jezups Roskošs
80. Miķelis Rozentāls
81. Jezups Rubulis
82. Vladislavs Rubulis
83. Ansis Rudevics
84. Jānis Rudzis
85. Teofils Rudzītis
86. Voldemārs Salnājs
87. Hermanis Salnis
88. Visvaldis Sanders
89. Pēteris Siecenieks
90. Andrejs Sīmanis
91. Kārlis Skalbe
92. Marģers Skujenieks
93. Pauls Šīmanis
94. Francis Trasuns
95. Jezups Trasuns
96. Kārlis Ulmanis
97. Pēteris Ulpe
98. Andrejs Veckalns
99. Antons Velkme
100. Jānis Veržbickis
101. Fridrihs Vesmanis
102. Jānis Vesmanis
103. Jānis Višņa
104. Ruvins Vitenbergs
105. Pēteris Zeibolts
106. Gustavs Zemgals